# Korytki (powiat suwalski)
Korytki – wieś w Polsce położona w województwie podlaskim, w powiecie suwalskim, w gminie Raczki.
| SIMC    | Nazwa           | Rodzaj    |
| ------- | --------------- | --------- |
| 1013393 | Kolonia Korytki | część wsi |

W latach 1975–1998 miejscowość należała administracyjnie do województwa suwalskiego.
W okresie międzywojennym w miejscowości stacjonowała placówka Straży Celnej „Korytki” a następnie placówka Straży Granicznej I linii „Korytki”.